# 真實帳號
《REAL ACCOUNT 真實帳號》（日语：リアルアカウント）是億章創作、渡邊靜作畫的死亡遊戲類鬥智漫畫。《別冊少年Magazine》2014年2月號至10月號連載第1部，《週刊少年Magazine》2015年4・5合併號至2018年28月号連載第2、3部前半，《別冊少年Magazine》2018年9月号至2019年12月号連載第3部后半。台灣和香港分別於2015年20+21期的《新少年快報》及《新少年》由第2部「向井雄馬」篇開始連載。

## 故事概要
第1部
某一天，現實朋友很少的高二學生柏木當等一萬人都被吸入到了「Real Account」所建立的虛擬社交世界。他們將要面對的是一場殘酷的死亡遊戲。在這個世界死去的話，在現實中也會死亡。柏木當等人不只應對馬不魯舉辦的一系列無厘頭的遊戲，還得時時關注自己究竟有多少粉絲。若是粉絲數變為0就會立即死亡。若是自己死了，自己的粉絲也會跟著死去。因此，遊戲一開始，為了自保，許多人都開始取消關注。柏木當為了不讓唯一的親人柏木百合被捲入，竟然準備強行解除與百合的擁護關係……
第2部
向身邊的好朋友們隱瞞自己也擁有REAL ACCOUNT帳號的向井雄馬在與女朋友柚原奈奈子約會的當兒被捲入了一場殘酷的死亡遊戲！！遊戲規則：通關所有的遊戲后才能回到現實世界，且粉絲不能為零，沒有粉絲就會立即死亡！！就在雄馬慶幸自己還有個奈奈子不會解除關注的時候，奈奈子竟打來電話說要解除關注……
第3部

## 登場人物

### 主要角色

#### 第1部
柏木當
第1部的主角，使用雙胞胎哥哥柏木當的名字，本名柏木雄馬。有一個雙胞胎哥哥柏木當，和一個妹妹柏木百合。雖然與哥哥感情融洽，但對諸事萬能的哥哥抱有自卑感。小學時期，目睹哥哥應為了保護自己死於車禍。在自責之下決定「抹殺」自己的存在，冒用哥哥的名字，以柏木當的身分活下去。很疼愛百合，失去雙親后更加保護她。很喜歡百合做的味噌湯且向小依推薦過。
於第2部的「SNS捉迷藏」中再次登場，並企圖殺掉自己的哥哥向井雄馬。
於第3部185話中为了救哥哥雄馬而被馬不魯设下的陷阱杀死。
於181話中才證實是柏木家的親生兒子柏木當，是由cap技術複製出來的雄馬的本體
柏木百合
主角的妹妹。柏木家的親生女兒
神田小依
與百合長得相像，與當初次見面還被誤認為百合。認為把重要的事情寫在筆記本上會對現況有很大的幫助。是個貓控。自稱「ボク」因而被認作為小男生。
於第2部说明后来小依因为性格与后来的向井雄馬一样变得暴走并很残忍，甚至会把杀人没当做一回事而被当杀死。
於181話中證實是藉由cap技術複製柏木百合而出現
星名愛治
長相可愛的小男孩。很喜歡讓自己生命陷入危險。

#### 第2部
向井雄馬
第2.3部的主角。額頭上留有傷疤，並喪失與女友奈奈子相遇前的記憶。死亡遊戲開始後，在被所有人解除追蹤前，與菖蒲互相追蹤而得以存活。
在「SNS捉迷藏」時，遇見弟弟柏木當(本名柏木雄馬)，並在老家中撞見自己小學時舉辦喪禮的照片。
小學時期遭遇車禍後，雙親利用「CAP技術」企圖複製雄馬（實為阿當）。然而精神卻無法複製，反而移轉到新的肉體。因此雙親為舊的肉體舉辦葬禮，並將複製體送至孤兒院，隱瞞其身分。
於181話中證實是藉由cap技術複製柏木當而出現
上條菖蒲
第2部的女主角。死亡遊戲開始後，在被哥哥解除追蹤之前，和雄馬互相追蹤。成為相互扶持、相依為命的夥伴。
對雄馬抱有好感。
藤卷千帆
第2部女配角，先後為雄馬、菖蒲所感動，成為他們的支援。在漫畫69話中被雄馬利用cap技術將眾人由起點移至終點而未被項圈炸死。
藏科水木
第2部男配角。喜歡吃生肉，不擅表達感情。
為了通往「絕望之國」，與媽媽回面，必需拍下玩家們絕望的樣子，以作通行費。但在「大炎上祭」中，被覺醒雄馬嘲諷，並指出「絕望之國」是不存在。令水木失去依靠。
在「SNS捉鬼」的遊戲中對雄馬戀戀不捨，把雄馬定位為他的母親，在疼愛他的同時也要殺死他，也希望被雄馬殺死或死在他面前。「SNS的聯繫居然比血緣之間的聯繫還要濃厚！」後期時和雄馬、菖蒲成為信賴的夥伴。
柚原奈奈子
第2部的另一位女主角，向井雄馬的前女友。擅長劍道。
於死亡遊戲開始之初，為了照顧體弱多病的弟弟，解除追蹤雄馬，以免受雄馬牽連而死。
其後為了對雄馬贖罪，隻身追尋馬不魯，打算奪回雄馬的軀體。現在下落不明。

### 主辦方
馬不魯
真實帳號的吉祥物。死亡遊戲的主辦人借用了它的外型與名字。
真實身份为柏木当与向井雄马的父亲，柏木信。
DQN馬不魯
在「SNS捉迷藏」中負責當鬼。表情如同怪物，無法正常對話。
透過項圈中的GPS追蹤玩家，而其真實身分是各玩家的屍體。

## 出版書籍
| 卷數 | 講談社         | 講談社                 | 東立出版社     | 東立出版社             |
| 卷數 | 發售日期       | ISBN                   | 發售日期       | ISBN                   |
| ---- | -------------- | ---------------------- | -------------- | ---------------------- |
| 1    | 2014年5月9日   | ISBN 978-4-06-395065-6 | 2015年4月27日  | ISBN 978-986-431-290-0 |
| 2    | 2014年10月9日  | ISBN 978-4-06-395207-0 | 2015年4月27日  | ISBN 978-986-431-291-7 |
| 3    | 2015年3月17日  | ISBN 978-4-06-395356-5 | 2015年7月21日  | ISBN 978-986-431-292-4 |
| 4    | 2015年5月15日  | ISBN 978-4-06-395402-9 | 2015年8月18日  | ISBN 978-986-431-524-6 |
| 5    | 2015年7月17日  | ISBN 978-4-06-395441-8 | 2015年10月12日 | ISBN 978-986-431-872-8 |
| 6    | 2015年10月16日 | ISBN 978-4-06-395482-1 | 2016年1月14日  | ISBN 978-986-462-402-7 |
| 7    | 2016年1月15日  | ISBN 978-4-06-395565-1 | 2016年3月25日  | ISBN 978-986-462-893-3 |
| 8    | 2016年3月17日  | ISBN 978-4-06-395617-7 | 2016年5月23日  | ISBN 978-986-470-126-1 |
| 9    | 2016年5月17日  | ISBN 978-4-06-395670-2 | 2016年7月29日  | ISBN 978-986-470-416-3 |
| 10   | 2016年7月15日  | ISBN 978-4-06-395711-2 | 2016年10月7日  | ISBN 978-986-470-685-3 |
| 11   | 2016年9月16日  | ISBN 978-4-06-395764-8 | 2016年12月22日 | ISBN 978-986-482-015-3 |
| 12   | 2016年11月17日 | ISBN 978-4-06-395802-7 | 2017年2月9日   | ISBN 978-986-482-357-4 |
| 13   | 2017年2月17日  | ISBN 978-4-06-395850-8 | 2017年5月18日  | ISBN 978-986-482-809-8 |
| 14   | 2017年4月17日  | ISBN 978-4-06-395918-5 | 2017年10月11日 | ISBN 978-986-486-134-7 |
| 15   | 2017年6月16日  | ISBN 978-4-06-395959-8 | 2017年11月23日 | ISBN 978-986-486-513-0 |
| 16   | 2017年8月17日  | ISBN 978-4-06-510112-4 | 2017年12月27日 | ISBN 978-986-486-713-4 |
| 17   | 2017年11月17日 | ISBN 978-4-06-510208-4 | 2018年2月8日   | ISBN 978-957-26-0172-3 |
| 18   | 2018年1月17日  | ISBN 978-4-06-510756-0 | 2018年4月26日  | ISBN 978-957-26-0639-1 |
| 19   | 2018年4月17日  | ISBN 978-4-06-511059-1 | 2018年7月16日  | ISBN 978-957-26-1143-2 |
| 20   | 2018年6月15日  | ISBN 978-4-06-511581-7 | 2018年11月22日 | ISBN 978-957-26-1426-6 |
| 21   | 2018年9月7日   | ISBN 978-4-06-512232-7 | 2019年2月14日  | ISBN 978-957-26-1731-1 |
| 22   | 2019年1月9日   | ISBN 978-4-06-513868-7 | 2019年5月16日  | ISBN 978-957-26-2668-9 |
| 23   | 2019年6月7日   | ISBN 978-4-06-515301-7 | 2019年10月8日  | ISBN 978-957-26-3671-8 |
| 24   | 2019年12月9日  | ISBN 978-4-06-517542-2 | 2020年4月16日  | ISBN 978-957-26-4665-6 |

### 小說
| 卷數 | 講談社       | 講談社                 |
| 卷數 | 發售日期     | ISBN                   |
| ---- | ------------ | ---------------------- |
| 0    | 2019年6月7日 | ISBN 978-4-06-516044-2 |

## 外部連結
- マガメガ公式サイト （页面存档备份，存于）